# Landsat 5
Landsat 5 is een Amerikaanse aardobservatiesatelliet in het Landsatprogramma, een gemeenschappelijk project van de Amerikaanse Geologische dienst (USGS) en de NASA. 
Na 29 jaar werd Landsat 5 op 5 juni 2013 officieel buiten gebruik gesteld. Tegen het einde van de missie werd Landsat 5 belemmerd door storingen en grotendeels vervangen door Landsat 7 en Landsat 8.
De satelliet was operationeel van 1984 tot 2013 en is door het Guinness Book of Records erkend als de langst operationele missie van een aardobservatiesatelliet. De satelliet draaide meer dan 150.000 keer rond de aarde terwijl meer dan 2,5 miljoen beelden van het landoppervlak naar aarde werden gestuurd.
Landsat 1 · Landsat 2 · Landsat 3 · Landsat 4 · Landsat 5 · Landsat 6 · Landsat 7 · Landsat 8 · Landsat 9